# Anne-Karen Hytten
Anne-Karen Hytten, född den 8 mars 1952, är en norsk teaterregissör.
Hytten debuterade 1980 med Knut Faldbakkens Tyren og jomfruen på Oslo Nye Teater och satte året därpå upp den norska urpremiären av Märta Tikkanens Våldsam kärlek på Den Nationale Scene, med John Kristian Alsaker som scenograf. Senare har hon haft varierade regiuppdrag vid olika scener, däribland uruppsättningen av Bjørg Viks Vinterhagen på Oslo Nye Teater 1990 samt Willy Russells Lilli Valentin, en enkvinnoföreställning med Anne Marit Jacobsen på Nationaltheatret 1989. På senare år har hon dessutom haft uppdrag på Det Åpne Teater och varit knuten till fria projekt som Thalias Døtre. Hennes uppsättningar håller sig oftast till den naturalistiska traditionen och visar ett gott grepp om personregin.